# マンガ学部
マンガ学部（マンガがくぶ）とは、漫画を教育研究する大学の学部の名称。
2006年に京都精華大学に設置されたのが全国初であり、現在のところ日本でマンガ学部を設置している大学は京都精華大学のみ。
類似の学部・コースについてはマンガ学科を参照のこと。

## マンガ学部に設置されている学科
- マンガ学科
- アニメーション学科